# Aeo

Aeo, Aéo (con acento agudo), o AEO (en letras mayúsculas como una sigla), es un canal de televisión aeroportuario francés creado por Aéroports de Paris.

## Historia del canal
Aéo fue creado a finales de 2003 por Aéroports de Paris para ser retransmitida exclusivamente en las terminales de los aeropuertos de Charles de Gaulle y de Orly con el objetivo de "facilitar y entretener a los viajeros"

## Programas
Aéo difunde en línea programas cortos (desde 30 segundos a 2 minutos), y sin sonido: informaciones prácticas (relativas al estado de los vuelos, a la meteorología, a los servicios aeroportuarios o a medidas antiterroristas), programas de entretenimiento (deporte, cultura, películas y documentales de viajes) reportajes en los aeropuertos, etc. Además se complementa con anuncios publicitarios.
El sistema está adaptado para adecuarse a las distintas estancias en las que se hacen emisiones. De esta forma en las zonas de ocio infantil se difunden programas infantiles y de juegos.
Algunos programas cuentan con traducción.

## Difusión
El número de pantallas que difunden Aéo (pantallas planas de 19/9 y 40 pulgadas de diámetro), varía entre las 160 y las 300 y han sido instaladas entre el 2004 y el 2006 por la filial Airport de JCDecaux, un grupo especializado en mobiliario urbano y la publicidad urbana.
- Datos: Q973149